# 硬口蓋鼻音
硬口蓋鼻音（こうこうがい びおん、英語: Palatal nasal）とは子音の類型の一つ。前舌と硬口蓋で閉鎖を作り、口蓋帆を下げて呼気を鼻へも通すことによって生じる音。国際音声字母で [ɲ] と記述される。
日本語の「に」および「にゃ」「にゅ」「にょ」の頭子音に表れることがある。ただし、日本語の「に」等は口蓋化した歯茎鼻音の [nʲi] や、歯茎硬口蓋鼻音の [ɲ̟i] が一般的である。これらの子音を表記するのに [ɲ] の記号が使われることがあるが、国際音声記号と同じ使い方ではない。

## 特徴
- 気流の起こし手 - 肺臓気流機構によって生じる呼気。
- 発声 - 声帯の振動を伴った有声音。
- 調音
  - 調音位置 - 前舌と硬口蓋による硬口蓋音。
  - 調音方法
    - 口腔内の気流 -
    - 調音器官の接近度 - 完全な閉鎖とその開放による破裂音。
    - 口蓋帆の位置 - 口蓋帆を下げて鼻腔へも呼気を送った鼻音。

## 言語例
- アルバニア語 - nj
- イタリア語・フランス語 - gn
- スペイン語 - ñ: mañana [maˈɲana] （朝／明日）
- スワヒリ語 - ny
- ハンガリー語 - ny: nyak [ɲɒk]（首）
- ベトナム語 - nh: Nhật Bản [ɲət̚˧˨ʔ ɓaːn˧˩]（日本）
- ポーランド語 - ń: małżeństwo [mawˈʐɛɲ.stfɔ] （結婚）
- チェコ語、スロヴァキア語 - ň
- ポルトガル語 - nh
- セルビア語 - њ
- 粤語（欽廉方言片）- 魚